# Tio Etita
Tio Etita (Kiribati, 23 de novembre de 1994) és una velocista kiribatianaque va participar en els Jocs Olímpics d'Estiu de la Joventut de 2010 (100 m) i al Campionat del Món d'atletisme en pista coberta de 2012 (60 m). El seu rànquing general als Jocs Olímpics d'estiu de la Joventut de 2010 va ser la 32a, que va establir un millor temps personal amb 14,43 segons. Va ocupar el tercer lloc en els 100 metres del Campionat d'atletisme de Kiribati de 2010, amb un temps de 14,8 segons.